# Citroën C4
La Citroën C4 è un'autovettura del segmento C prodotta dalla casa francese Citroën in due generazioni dal 2004 al 2018 e successivamente a partire dal 2020 quando è stata lanciata sul mercato la terza e attuale generazione. Nata nel 2004 per sostituire la Xsara, il suo nome riprende quello di un modello prodotto dalla stessa casa tra il 1928 e il 1934, denominato AC4, noto semplicemente come C4.

## Prima generazione (2004-2010)
La prima generazione della C4, prodotta dal 2004 al 2010, fu l'unica a essere proposta in più di una variante di carrozzeria. Venne infatti commercializzata sia come berlina a due volumi, sia come coupé, e allo stato attuale è la generazione che ha riscosso maggior successo di vendite, essendo stata prodotta e venduta in oltre due milioni di esemplari. 

## Seconda generazione (2010-2018)
La seconda generazione venne invece proposta solo come berlina a due volumi, ma ebbe molte più difficoltà a imporsi in un mercato, quello delle vetture di segmento C, sempre più agguerrito con il passare degli anni. Solo 610.000 furono gli esemplari prodotti di questa seconda edizione. Durante il periodo a cavallo fra la primavera del 2018 e l'estate del 2020, la casa del "double chevron" non ebbe alcun modello di segmento C nel suo listino e l'unico modello in grado di rappresentare in qualche modo tale fetta di mercato fu la C4 Cactus, che dopo il restyling di quello stesso 2018 assunse caratteristiche più tipiche di una berlina di fascia medio-bassa che non di una crossover com'era al suo debutto.

## Terza generazione (dal 2020)
La terza generazione della C4 ha visto la luce solo durante l'estate del 2020, quando è stato dato il via agli ordini. Mentre le prime due generazioni di C4 nascevano sul pianale condiviso con altri modelli PSA del segmento C, la terza generazione, che mescola caratteristiche da berlina a due volumi e da crossover, nasce invece sul pianale modulare utilizzato per modelli PSA di segmento B, ma opportunamente allungato e modificato per potervi ospitare un corpo vettura di 4,36 metri.

## Galleria d'immagini
| Citroën C4 (2004) | Citroën C4 (2010) | Citroën C4 (2020) |
| ----------------- | ----------------- | ----------------- |
|                   |                   |                   |
|                   |                   |                   |
| 2004-2010         | 2010-2018         | dal 2020          |

## Le altre C4
Vi sono altri modelli recanti la sigla C4, ma senza necessariamente essere imparentati tecnicamente con il modello standard. La prima generazione della monovolume C4 Picasso era infatti strettamente imparentata sul piano tecnico con la C4 standard, ma già la seconda generazione di tale monovolume nasceva sul pianale modulare destinato ai modelli PSA di segmento C, che non verrà invece mai utilizzato per una successiva edizione della C4. La seconda generazione della berlina francese continuerà infatti a condividere la base meccanica delle precedente generazione, mentre la terza sfrutterà invece la modularità della piattaforma destinata ai modelli di segmento B. Analogamente, la C4 Cactus nasceva sul precedente pianale di segmento B condiviso con la prima generazione della Peugeot 208 ed altri modelli PSA di fascia analoga, mentre la C4 Aircross non era che il risultato di una joint-venture con la Mitsubishi e condivideva la base meccanica con il SUV Mitsubishi ASX.
Ben più semplice il discorso relativo ai modelli derivati dalla C4 e prodotti in Cina e in Russia per i mercati locali. Questi modelli prendevano il nome di C-Triomphe, C-Quatre, C4 L e C4 Sedan, ed erano effettivamente imparentati con le prime due generazioni di C4, delle quali andavano a costituire delle versioni a tre volumi.